# Casa a la plaça del Teatre (Banyoles)
La Casa a la plaça del Teatre és una obra de Banyoles (Pla de l'Estany) inclosa a l'Inventari del Patrimoni Arquitectònic de Catalunya.

## Descripció
Tipologia típica de les cases urbanes que es feien a la Banyoles medieval.
La present construcció es troba molt recuperada, però sense deixar veure la pedra del mur excepte a la part inferior, la resta és arrebossada. Només són visibles els emmarcaments de les finestres. Conserva l'aire distributiu del seu origen. Les obertures inferiors es troben representades per dues tipologies de porta: la de forma rectangular i arc escarser i la d'arc rodó de mig punt dovellat. Al primer pis, dues finestres, una d'elles modificada i convertida en balcó i l'altre amb la llinda treballada en arquets goticitzants. Seria un tipus de finestra coronella de dos arquets, sense l'esvelta columna divisòria. Abans d'arribar a l'obertura de les golfes h ha una prima motllura de separació. Les golfes semblen de nova factura, així com el ràfec amb voladís, de fileres de material metàl·lic.

## Història
Són vivendes ubicades dins el límit del primer nucli de poblament urbanitzat - Vila Vella- i conformat entre el monestir i Santa Maria dels Turers. Hi vivien els menestrals de la ciutat. S'hi va celebrar el mercat durant un temps, segurament a partir del segle xii, fins que es constituí la plaça de la Vila Nova, ja al segle xiii. Abans es va celebrar a la plaça del Puig, al costat del Monestir.